# Осуни
Осуни (фр. Ossouni) — деревня в Чаде, расположенная на территории региона Тибести. Входит в состав департамента Восточное Тибести. Население составляют представители субэтнической группы теда народа тубу.

## География
Деревня находится в северо-западной части Чада, в центральной части плоскогорья Тибести, на высоте 1149 метров над уровнем моря.
Осуни расположен на расстоянии приблизительно 1041 километра к северо-северо-востоку (NNE) от столицы страны Нджамены. Ближайшие населённые пункты: Зуи, Селей, Йодохи, Сердеге, Тиеборо.

## Климат
Климат Осуни характеризуется как аридный жаркий (BWh в классификации климатов Кёппена). Уровень атмосферных осадков, выпадающих в течение года крайне низок (среднегодовое количество — 16 мм). Средняя годовая температура воздуха составляет 21,6 °C. Средняя температура самого холодного месяца (января) составляет 11,5 °С, самого жаркого месяца (июня) — 28,8 °С..

## Достопримечательности
В окрестностях деревни в 1951 году было обнаружено древнее наскальное изображение левой человеческой ладони белого цвета на красном фоне.

## Транспорт
Ближайший аэропорт расположен в городе Бардаи.